# Billy Blazes, Esq.
Billy Blazes, Esq. é um curta-metragem norte-americano de 1919, do gênero comédia, estrelado por Harold Lloyd. Apresenta uma paródia dos filmes de  faroeste na época. Uma cópia do filme está conservada no British Film Institute (en).

## Elenco
- Harold Lloyd - Billy Blazes
- Bebe Daniels - Nell

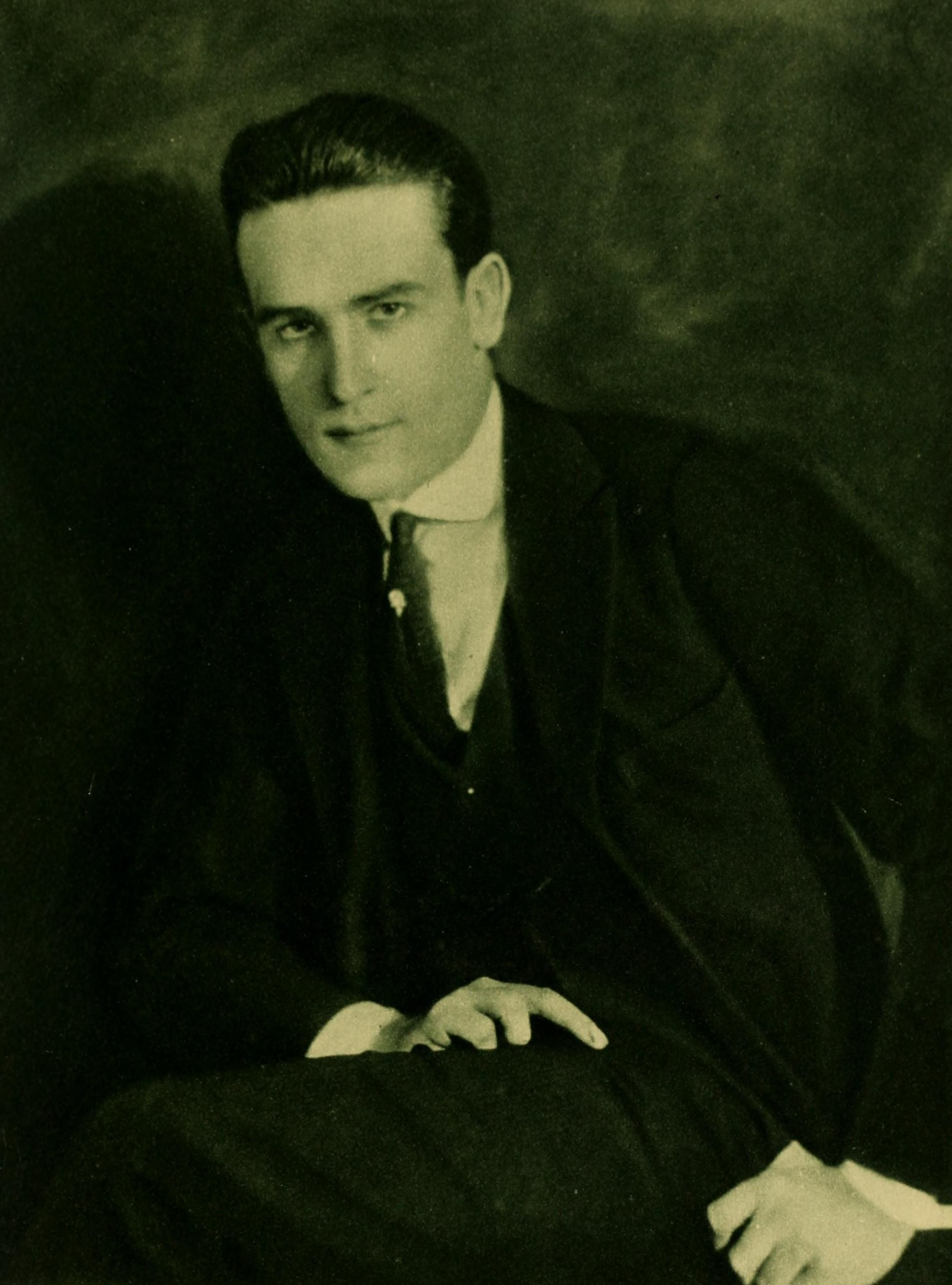
Harold Lloyd

- Snub Pollard - Xerife (como Harry Pollard)
- Sammy Brooks
- Billy Fay
- Noah Young (não creditada)